# Біррвіль
Біррвіль (нім. Birrwil) — громада  в Швейцарії в кантоні Ааргау, округ Кульм.

## Географія
Громада розташована на відстані близько 70 км на північний схід від Берна, 17 км на південний схід від Аарау.
Біррвіль має площу 3,4 км², з яких на 13,3% дозволяється будівництво (житлове та будівництво доріг), 58,3% використовуються в сільськогосподарських цілях, 28,4% зайнято лісами, 0% не є продуктивними (річки, льодовики або гори).

## Демографія
2019 року в громаді мешкало 1149 осіб (+20,9% порівняно з 2010 роком), іноземців було 15,2%. Густота населення становила 337 осіб/км².
За віковим діапазоном населення розподілялося таким чином: 12,9% — особи молодші 20 років, 60,5% — особи у віці 20—64 років, 26,6% — особи у віці 65 років та старші. Було 561 помешкань (у середньому 2 особи в помешканні).
Із загальної кількості 252 працюючих 24 було зайнятих в первинному секторі, 23 — в обробній промисловості, 205 — в галузі послуг.